# ケティオサウリスクス
ケティオサウリスクス（Cetiosauriscus、"ケティオサウルスに似たもの"意味）は竜脚類恐竜の属である。おそらくディプロドクスに近縁なディプロドクス科の恐竜で、ジュラ紀中期カロビアン（1億6200万年前）に現在のイングランドに生息していた。四足歩行の草食恐竜であった。

## 発見と種
ケティオサウリスクスは初め、1927年にドイツの古生物学者フリードリヒ・フォン・ヒューネによりCetiosauriscus leedsi種の属名として命名された。1887年、ジョン・ハルク (John Hulke) はリーズコレクションの一連の化石標本BMNH R.1984-1988に基づき、オルニトプシス属の種Ornithopsis leedsiiを命名、記載した。ハリー・シーリー (Harry Seeley) の指摘を受けて、1905年にアーサー・スミス・ウッドワード (Arthur Smith Woodward) はこの種をケティオサウルス属の種Cetiosaurus leedsi と改名した。さらにウッドワードはリーズコレクションから第2の標本BMNH R.3078を発見している。1929年、フォン・ヒューネにより両標本はCetiosauriscus leedsi とされた。フォン・ヒューネはまた、1929年にスイスで発見された種Cetiosaurus greppiniをCetiosauriscus greppiniへと改名した。
1980年、アラン・ジャック・チャーリッグ (Alan Jack Charig) はBMNH R.3078にはBMNH R.1984-1988と比較できる骨が無く、同じ種とすることは出来ないと結論し、新種Cetiosauriscus stewartiを作った。種小名は化石に発見地である粘土採掘場の所有者、ロンドンブリックカンパニーの社長であったロナルド・スチュアート卿に献名されたものである。チャーリッグはさらにC. leedsiおよびC. greppiniを疑問名（nomen dubium）としている。
1990年、ジョン・スタントン・マッキントッシュ (John Stanton McIntosh) は2種のケティオサウルス属の種を各々Cetiosauriscus longus およびCetiosauriscus glymptonensisへと改名した。1993年チャーリッグによりC. leedsiに代えてC. stewartiをタイプ種とする申請を動物命名法国際審議会に対し行った際、C. longus、C. glymptonensisは両種とも疑問名とされた。1995年、既にC. stewarti種のタイプ標本とされていたBMNH R.3078がケティオサウリスクス属のタイプ標本に指定された。
標本BMNH R.3078はケンブリッジシャー州ピーターバラのオックスフォード・クレイ累層 (Oxford Clay Formation) で発見された。化石は下半身の一連の椎骨で構成される。この標本の他にC. stewartiものとされる前肢を含む標本がある。体高6 m、体長15 m、体重約9 tと推定されている。
同じ地層から発見されるメガロサウルスやエウストレプトスポンディルスに捕食されていた可能性がある。

## 分類
フォン・ヒューネは初めケティオサウリスクスをケティオサウルス科（Cetiosauridae）のカルディオドン亜科（Cardiodontinae）に分類した。1978年、マッキントッシュは尾椎にある二股の血道弓、短い前肢、第一中足骨の下端の平板状の隆起に基づいてディプロドクス科に属していると結論した。ディプロドクス科ではなく同じく二股の血道弓を持つマメンチサウルス科（Mamenchisauridae）に属しているとする研究者もいる。